# كارل فريتز
كارل فريتز (بالألمانية: Karl Fritz)‏ هو كاهن كاثوليكي ألماني، ولد في 20 أغسطس 1864 في راينفلدن في ألمانيا، وتوفي في 7 ديسمبر 1931 في فرايبورغ في ألمانيا.